# Železniční trať Zábřeh na Moravě – Šumperk
Železniční trať Zábřeh na Moravě – Šumperk (v jízdním řádu pro cestující označená jako část trati 291). Trať vede ze Zábřehu na Moravě přes Bludov do Šumperka. Je to jednokolejná celostátní trať. Provoz na trati byl zahájen v roce 1871. Elektrické vlaky zde jezdí od prosince 2009.

## Navazující tratě

### Zábřeh na Moravě
- Česká Třebová – Přerov

### Bludov
- Šumperk – Jeseník – Głuchołazy – Krnov

### Šumperk
- Olomouc – Šumperk
- Šumperk – Petrov na Desnou – Kouty nad Desnou / Sobotín

## Provoz
Celou trať projíždí rychlíky Brno – Olomouc – Šumperk, jedoucí ve 2h taktu s lokomotivou řady 362. Od těchto vlaků se v Zábřehu na Moravě odpojí poslední obvykle 2 vozy, které vytvoří spěšný vlak do Jeseníku s lokomotivou řady 750.7. Ten trať využije ze Zábřehu po odbočku Sudkov. Páteří regionální dopravy jsou osobní vlaky Nezamyslice – Olomouc – Kouty nad Desnou. Jezdí v taktu 1–2 h s jednotkou RegioPanter nebo lokomotivou řady 163 a 3 vozy typu Bdt. V úseku Šumperk – Bludov po trati jezdí i osobní vlaky z/do Hanušovic, přičemž některé vlaky jedou až z/do Jeseníku. Na těchto spojích jezdí motorové vozy 810 či 843, případně jednotky Regionova. Nabídku ještě doplňují posilové vlaky Zábřeh–Šumperk vedené též motorovými vozy 810, případně 843 nebo jednotkami Regionova.

## Stanice a zastávky

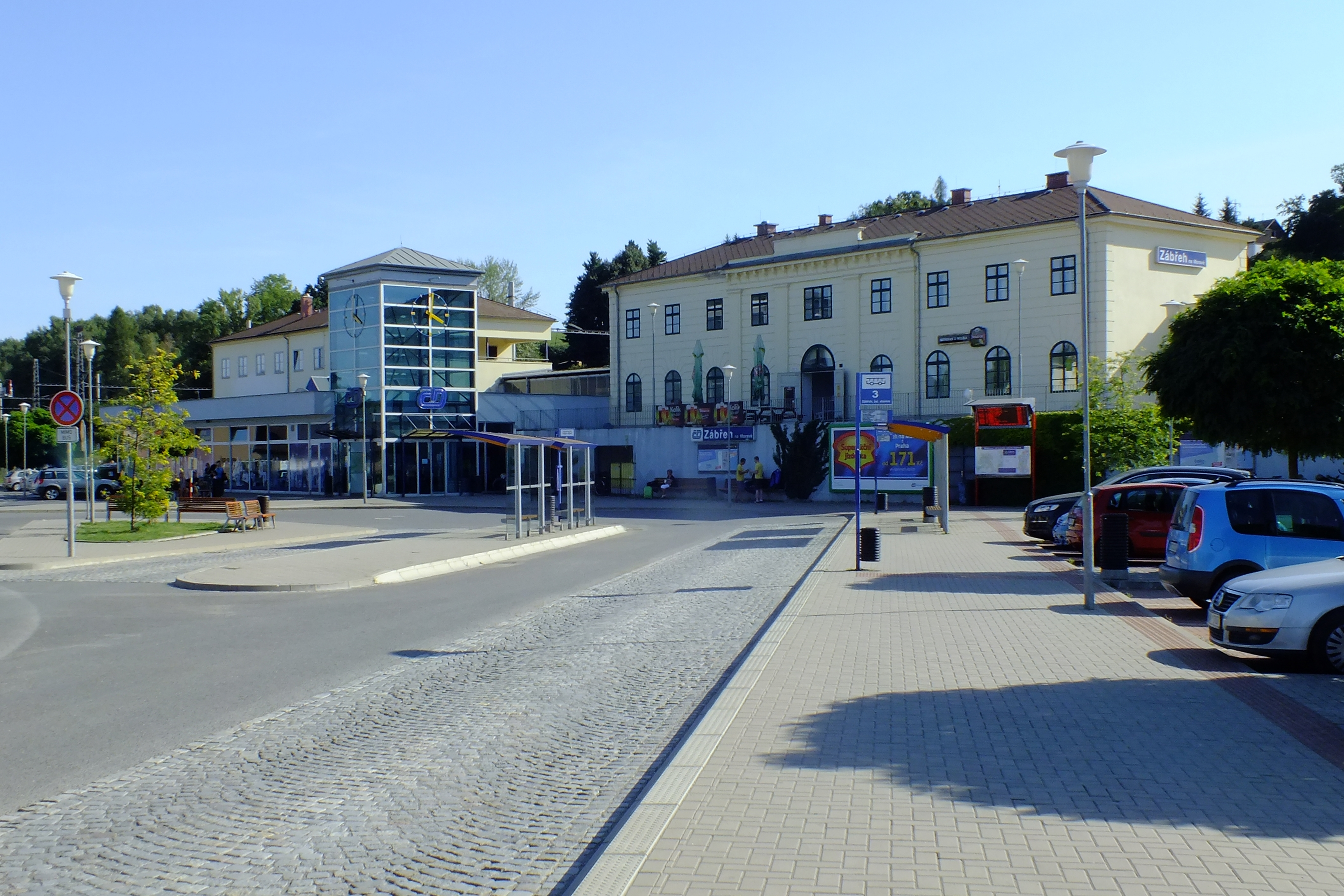
Zábřeh na Moravě
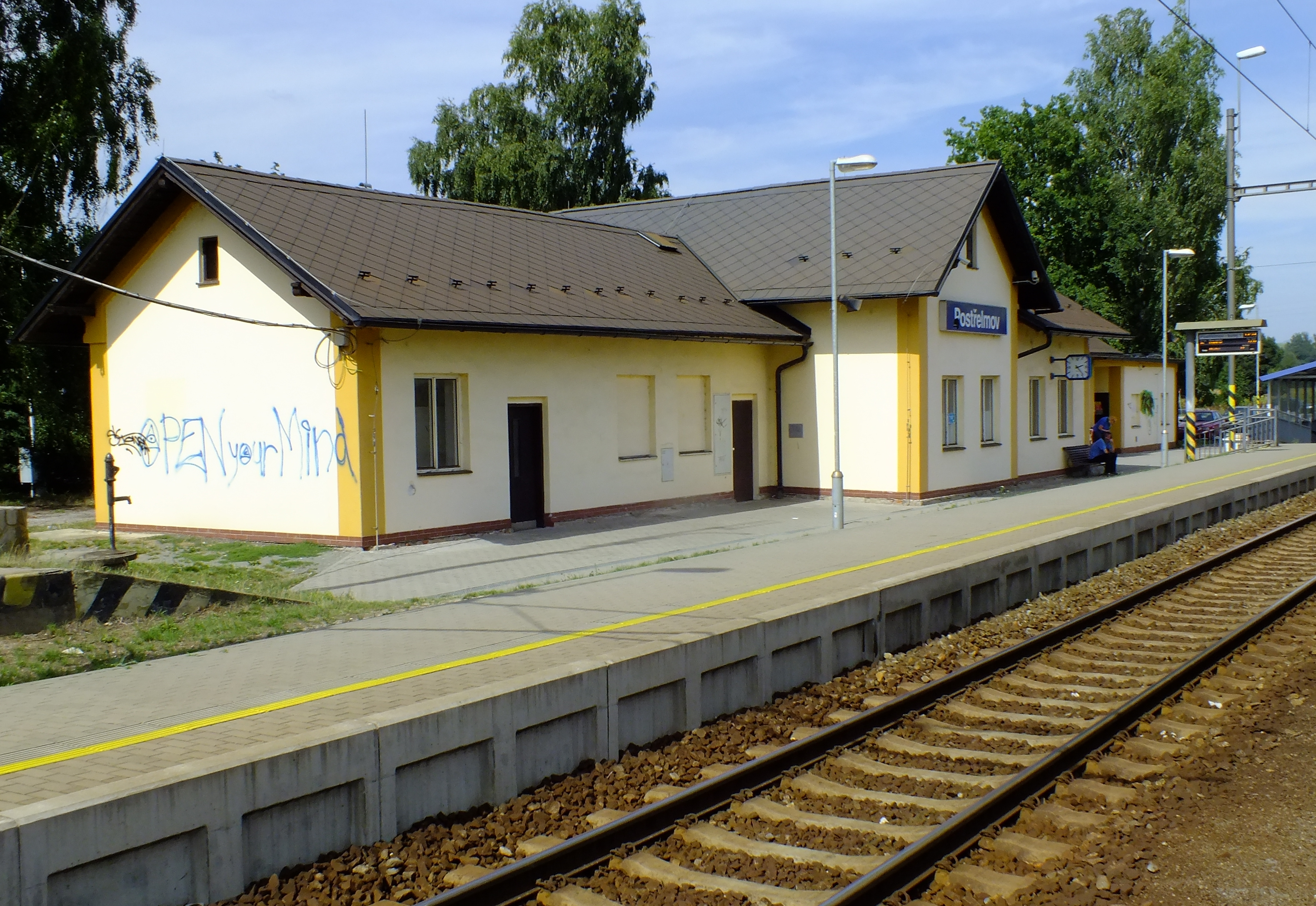
Postřelmov
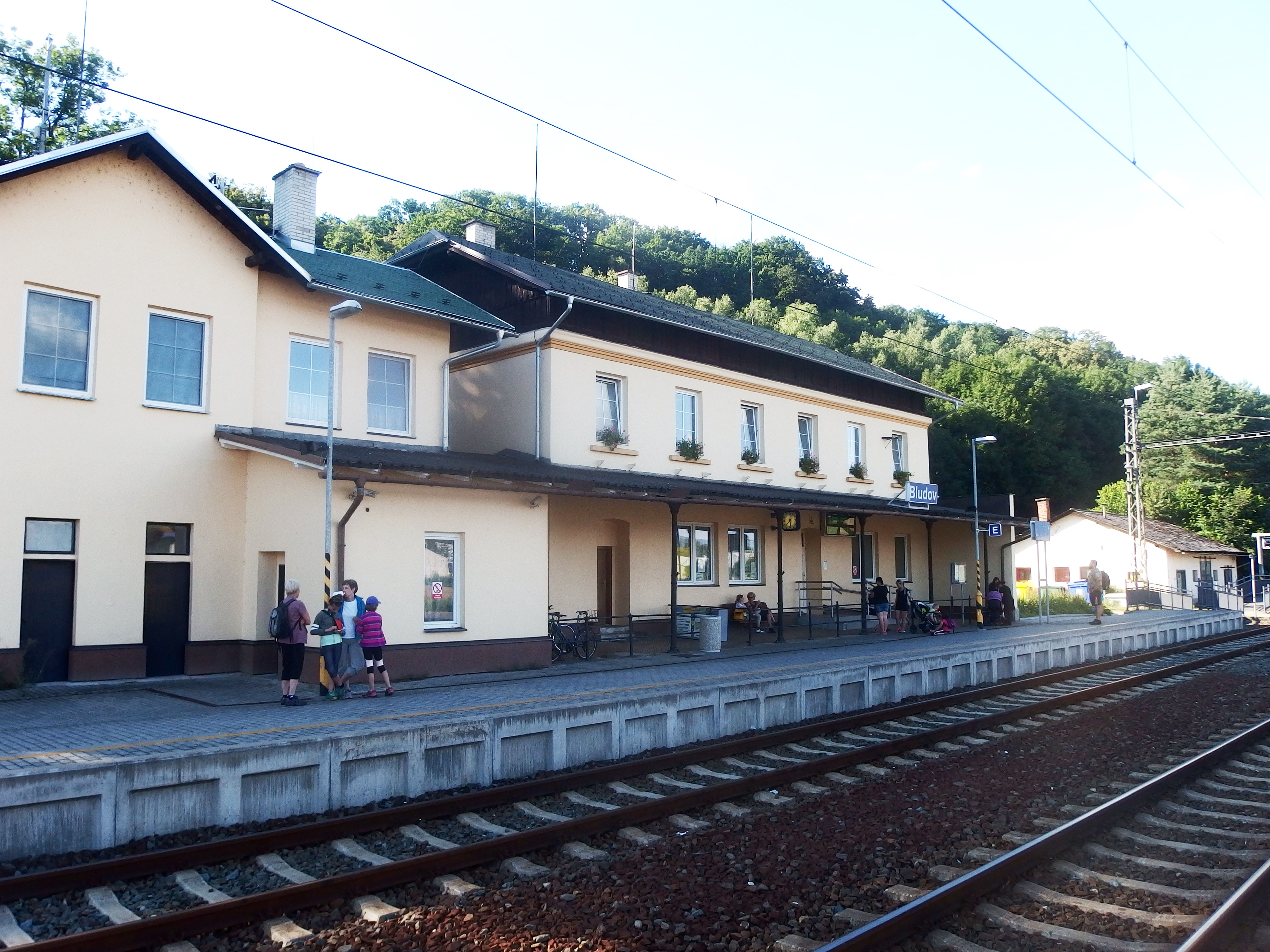
Bludov
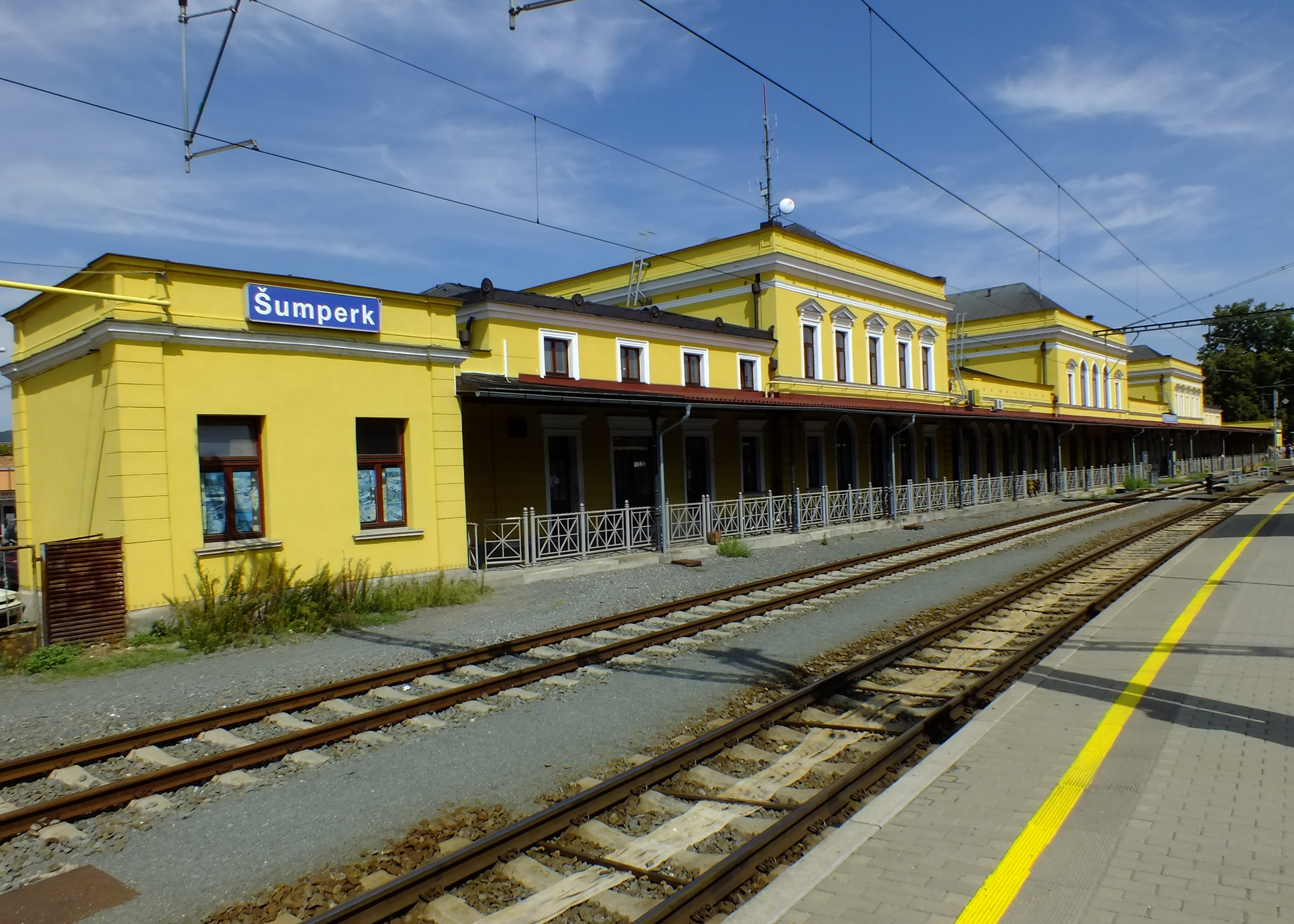
Šumperk